# Thomas Ardenfors
Lars-Thomas Ardenfors, född 14 oktober 1967 i Norrköpings Östra Eneby församling, är en svensk pastor och politiker.
Thomas Ardenfors är son till pingstprofilen Jack-Tommy Ardenfors och Margareta, ogift Ericson, samt dotterson till pastor Axel Ericson. 
Han var en av grundarna till Stockholm Karisma Center år 1996, där bland andra Carola Häggkvist var medlem. Man hade som mål att samla 20 000 stockholmare till år 2020. Efter stora ekonomiska problem begärde församlingen sig själv i konkurs i april 2005. Vid det laget hade pastorerna redan hoppat av och skulderna uppgick till över 12 miljoner kronor.
När den tidigare pastorn Thomas Ardenfors ställde upp i TV3:s Från koja till slott lät inte reaktionerna vänta på sig från medlemmarna i den nedlagda församlingen.. 
Ardenfors är kommunpolitiker i Sollentuna Kommun för Moderaterna och är ordförande i Sollentunas Natur- och tekniknämnd (NTN), samt ordförande i Sollentuna Kommunfastigheter AB (SKAB).
År 2015 utkom Ardenfors med boken En extra plats i hjärtat – att ta hand om någon annans barn. I samband med detta medverkade han och hustrun i TV där de berättade om hur det är att vara familjehem.
Thomas Ardenfors är sedan 1990 gift med Susanne Petersson (född 1963).